# Элемба, Франк
Франк Данник Элемба Овака (фр. Franck Dannique Elemba Owaka; род. 21 июля 1990, Браззавиль) — конголезский легкоатлет, специалист по толканию ядра и метанию диска. Выступает за сборную Республики Конго по лёгкой атлетике с 2009 года, чемпион Африканских игр, серебряный и бронзовый призёр чемпионатов Африки, действующий рекордсмен страны, участник летних Олимпийских игр в Рио-де-Жанейро.

## Биография
Франк Элемба родился 21 июля 1990 года в Браззавиле, Республика Конго. В детстве серьёзно занимался дзюдо, в 2006 году перешёл в лёгкую атлетику. Тренировался в муниципалитете Сен-Гратьян во Франции.
Впервые заявил о себе на международном уровне в сезоне 2009 года, когда вошёл в состав конголезской национальной сборной и выступил на юниорском африканском первенстве в Бамбусе, где стал четвёртым в толкании ядра и пятым в метании диска. Позднее на Играх франкофонов в Бейруте в тех же дисциплинах показал седьмой и девятый результаты соответственно.
В 2010 году на чемпионате Африки в Найроби занял четвёртое место в толкании ядра и 12-е место в метании диска. На Континентальном кубке IAAF в Сплите был среди толкателей ядра восьмым.
Будучи студентом, в 2011 году представлял Конго на Всемирной Универсиаде в Шэньчжэне — на предварительном квалификационном этапе толкнул ядро на 15,71 метра, чего оказалось недостаточно для выхода в финал. Также в этом сезоне стал пятым на Всеафриканских играх в Мапуту.
В 2012 году на чемпионате Африки в Порто-Ново показал пятый результат в толкании ядра.
На Играх франкофонов 2013 года в Ницце вновь занял пятое место в той же дисциплине.
В 2014 году отметился выступлением на чемпионате мира в помещении в Сопоте, выиграл бронзовую медаль на чемпионате Африки в Марракеше, стал седьмым на Континентальном кубке IAAF в Марракеше.
В 2015 году толкал ядро на чемпионате мира в Пекине. На домашних Африканских играх в Браззавиле дважды поднимался на пьедестал почёта: одержал победу в толкании ядра и стал бронзовым призёром в метании диска.
В 2016 году выступил на чемпионате мира в помещении в Портленде, получил серебро на чемпионате Африки в Дурбане. Благодаря череде удачных выступлений удостоился права защищать честь страны на летних Олимпийских играх в Рио-де-Жанейро — был близок к завоеванию первой в истории Конго олимпийской медали, в финале толкания ядра установил ныне действующий национальный рекорд (21,20), расположившись с этим результатом на четвёртой строке. Являлся знаменосцем конголезской делегации на церемониях открытия и закрытия Игр.
В 2017 году Элемба превзошёл всех соперников на Играх франкофонов в Абиджане, толкал ядро на чемпионате мира в Лондоне.
В 2019 году показал шестой результат на Африканских играх в Рабате, принимал участие в чемпионате мира в Дохе.